# Gouves (Pas-de-Calais)
Gouves ist eine französische Gemeinde mit 197 Einwohnern (Stand 1. Januar 2022) im Département Pas-de-Calais in der Region Hauts-de-France. Sie gehört zum Kanton Avesnes-le-Comte im Arrondissement Arras.

## Lage
Die Gemeinde Gouves liegt im Südosten des Artois, zehn Kilometer westlich von Arras. Das Gemeindegebiet wird vom Bach Gy durchquert, der zur Scarpe entwässert. Nachbargemeinden von Gouves sind Agnez-lès-Duisans im Nordosten und Osten, Warlus im Südosten sowie Montenescourt im Südwesten, Westen und Nordwesten.

## Bevölkerungsentwicklung
| Jahr                       | 1962 | 1968 | 1975 | 1982 | 1990 | 1999 | 2007 | 2014 | 2022 |
| -------------------------- | ---- | ---- | ---- | ---- | ---- | ---- | ---- | ---- | ---- |
| Einwohner                  | 102  | 93   | 95   | 179  | 174  | 198  | 191  | 197  | 197  |
| Quellen: Cassini und INSEE |      |      |      |      |      |      |      |      |      |

## Sehenswürdigkeiten

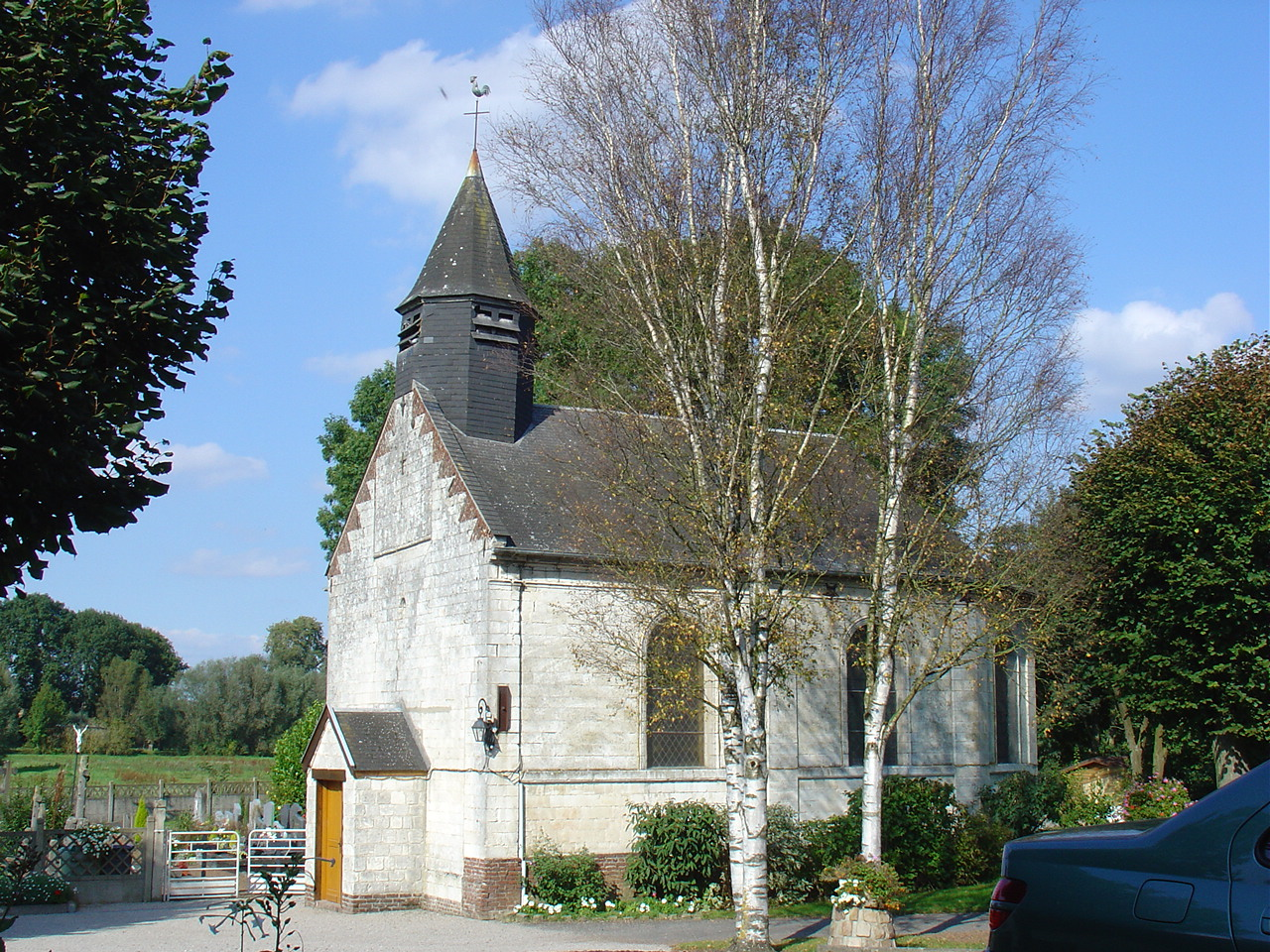
Kirche Saint-Maclou
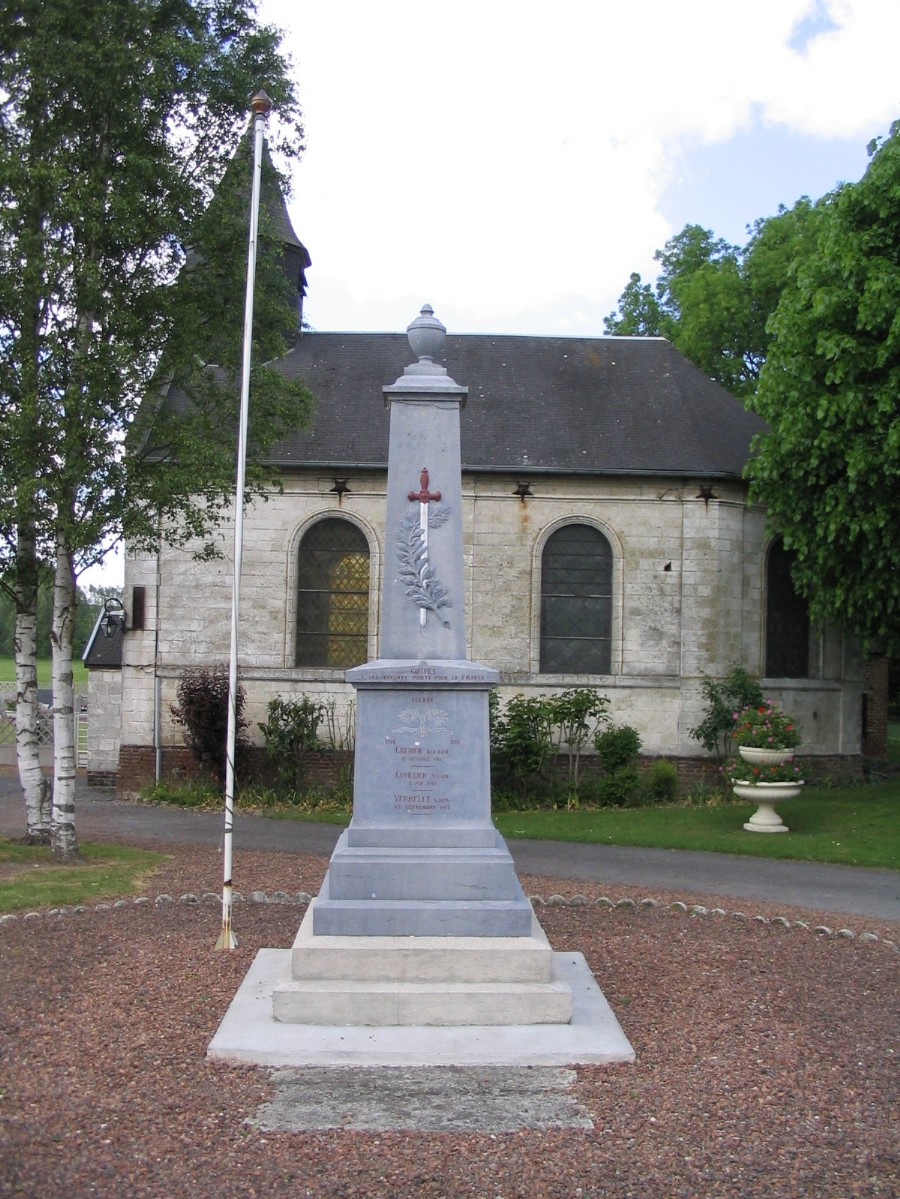
Gefallenendenkmal

- Kirche Saint-Maclou
- Gefallenendenkmal